# Anthony Biekman
Anthony Biekman (Zoetermeer, 16 maggio 1994) è un ex calciatore olandese, di ruolo attaccante.

## Carriera
Ha esordito in Eredivisie il 7 febbraio 2015 disputando con il Dordrecht l'incontro pareggiato 0-0 contro l'ADO Den Haag.

## Statistiche

### Presenze e reti nei club
Statistiche aggiornate al 31 agosto 2021.
| Stagione         | Squadra          | Campionato       | Campionato | Campionato | Coppe nazionali | Coppe nazionali | Coppe nazionali | Coppe continentali | Coppe continentali | Coppe continentali | Altre coppe | Altre coppe | Altre coppe | Totale | Totale |
| Stagione         | Squadra          | Comp             | Pres       | Reti       | Comp            | Pres            | Reti            | Comp               | Pres               | Reti               | Comp        | Pres        | Reti        | Pres   | Reti   |
| ---------------- | ---------------- | ---------------- | ---------- | ---------- | --------------- | --------------- | --------------- | ------------------ | ------------------ | ------------------ | ----------- | ----------- | ----------- | ------ | ------ |
| 2012-2013        | Den Bosch        | 1D               | 4          | 1          | CO              | 0               | 0               |                    | -                  | -                  |             | -           | -           | 4      | 1      |
| 2013-2014        | RKC Waalwijk     | ED               | 0          | 0          | CO              | 0               | 0               |                    | -                  | -                  |             | -           | -           | 0      | 0      |
| 2014-2015        | Dordrecht        | ED               | 10         | 1          | CO              | 0               | 0               |                    | -                  | -                  |             | -           | -           | 10     | 1      |
| ago. 2015        | Dordrecht        | 1D               | 0          | 0          |                 | -               | -               |                    | -                  | -                  |             | -           | -           | 0      | 0      |
| Totale Dordrecht | Totale Dordrecht | Totale Dordrecht | 10         | 1          |                 | -               | -               |                    | -                  | -                  |             | -           | -           | 10     | 1      |
| 2017-2018        | Dordrecht        | 1D               | 0          | 0          | CO              | 0               | 0               |                    | -                  | -                  |             | -           | -           | 0      | 0      |
| Totale carriera  | Totale carriera  | Totale carriera  | 14         | 2          |                 | 0               | 0               |                    | -                  | -                  |             | -           | -           | 14     | 2      |